# Madrid (Nebraska)
Madrid es una villa ubicada en el condado de Perkins en el estado estadounidense de Nebraska. En el Censo de 2010 tenía una población de 231 habitantes y una densidad poblacional de 79,14 personas por km².

## Geografía
Madrid se encuentra ubicada en las coordenadas 40°51′9″N 101°31′40″O / 40.85250, -101.52778. Según la Oficina del Censo de los Estados Unidos, Madrid tiene una superficie total de 2.92 km², de la cual 2.92 km² corresponden a tierra firme y (0%) 0 km² es agua.

## Demografía
Según el censo de 2010, había 231 personas residiendo en Madrid. La densidad de población era de 79,14 hab./km². De los 231 habitantes, Madrid estaba compuesto por el 96.54% blancos, el 0% eran afroamericanos, el 0% eran amerindios, el 0% eran asiáticos, el 0% eran isleños del Pacífico, el 3.46% eran de otras razas y el 0% pertenecían a dos o más razas. Del total de la población el 7.36% eran hispanos o latinos de cualquier raza.

## Literatura
Esta población dio título irónico (Madrid, Nebraska, Ed. Bartleby, 2014) a una antología de veinte cuentistas españoles influidos por la literatura norteamericana.